# Ronde van Spanje 2010/Twintigste etappe
De twintigste etappe van de Ronde van Spanje 2010 werd verreden op 18 september 2010. Het was een bergrit over 168,8 km van San Martín de Valdeiglesias naar Bola del Mundo.

## Verslag
Op de steile flanken van de Bole del Mundo zou de beslissing moeten vallen over deze Vuelta. De laatste van de vluchters, de Belg Jan Bakelants, werd op 7km van de streep gegrepen, en zo was het aan de favorieten om het vuurwerk te ontsteken. De eerste die aanviel was Fränk Schleck, maar hij ging veel te vroeg, en zijn aanval was onsuccesvol. De tweede in het klassement, Ezequiel Mosquera, moest aanvallen om nog te proberen de eindzege af te snoepen van Vincenzo Nibali, en dat deed hij ook. Bij de eerste aanval kon Nibali nog volgen, maar bij de tweede prik moest deze toch lossen. De voorsprong van Mosquera bedroeg op een bepaald moment 15 seconden, maar Nibali herpakte zich, en kon nog terugkeren. Mosquera won de etappe, met een seconde voorsprong op Nibali, die zonder ongelukken in de laatste rit de Vuelta wint. De Spanjaard Joaquím Rodríguez vervolledigde het podium. Door de tweede plaats in de etappe, en de daarbij horende punten voor het puntenklassement en het bergklassement, sprong Nibali ook naar de eerste plaats in het combiné-klassement. David Moncoutié behield de blauwe bollen, en Mark Cavendish de groene trui.

## Uitslagen
| Plaats  | Naam                | Ploeg                 | Tijd     |
| ------- | ------------------- | --------------------- | -------- |
| Winnaar | Ezequiel Mosquera   | Xacobeo-Galicia       | 4u45'30" |
| 2       | Vincenzo Nibali     | Liquigas              | + 0'01"  |
| 3       | Joaquím Rodríguez   | Katjoesja             | + 0'21"  |
| 4       | Fränk Schleck       | Team Saxo Bank        | + 0'35"  |
| 5       | Xavier Tondó        | Cervélo               | + 0'39"  |
| 6       | Nicolas Roche       | AG2R                  | + 0'42"  |
| 7       | Mikel Nieve         | Euskaltel-Euskadi     | + 0'50"  |
| 8       | Peter Velits        | Team HTC-Columbia     | + 0'52"  |
| 9       | Christophe Le Mével | La Française des Jeux | + 0'55"  |
| 10      | Rémy Di Gregorio    | La Française des Jeux | + 1'00"  |
|         |                     |                       |          |
| 28      | Jurgen Van Goolen   | Omega Pharma-Lotto    | + 4'02"  |
| 111     | Niki Terpstra       | Team Milram           | + 24'20" |

| Plaats    | Naam              | Ploeg                   | Tijd       |
| --------- | ----------------- | ----------------------- | ---------- |
| Rode trui | Vincenzo Nibali   | Liquigas                | 85u16'05"  |
| 2         | Ezequiel Mosquera | Xacobeo-Galicia         | + 0'41"    |
| 3         | Peter Velits      | Team HTC-Columbia       | + 3'02"    |
| 4         | Joaquím Rodríguez | Katjoesja               | + 4'20"    |
| 5         | Fränk Schleck     | Team Saxo Bank          | + 4'43"    |
| 6         | Xavier Tondó      | Cervélo                 | + 4'52"    |
| 7         | Nicolas Roche     | AG2R                    | + 5'03"    |
| 8         | Carlos Sastre     | Cervélo                 | + 6'06"    |
| 9         | Tom Danielson     | Team Garmin-Transitions | + 6'09"    |
| 10        | Luis León Sánchez | Caisse d'Epargne        | + 7'35"    |
|           |                   |                         |            |
| 19        | Jan Bakelants     | Omega Pharma-Lotto      | + 24'40"   |
| 95        | Niki Terpstra     | Team Milram             | + 2u41'13" |

## Nevenklassementen
| Plaats      | Naam             | Ploeg                   | Punten |
| ----------- | ---------------- | ----------------------- | ------ |
| Groene trui | Mark Cavendish   | Team HTC-Columbia       | 136    |
| 2           | Tyler Farrar     | Team Garmin-Transitions | 124    |
| 3           | Vincenzo Nibali  | Liquigas                | 119    |
|             |                  |                         |        |
| 5           | Philippe Gilbert | Omega Pharma-Lotto      | 104    |
| 71          | Niki Terpstra    | Team Milram             | 9      |

| Plaats                | Naam              | Ploeg              | Punten |
| --------------------- | ----------------- | ------------------ | ------ |
| Bolletjestrui (blauw) | David Moncoutié   | Cofidis            | 51     |
| 2                     | Serafín Martínez  | Xacobeo-Galicia    | 43     |
| 3                     | Ezequiel Mosquera | Xacobeo-Galicia    | 36     |
|                       |                   |                    |        |
| 12                    | Philippe Gilbert  | Omega Pharma-Lotto | 15     |
| 14                    | Niki Terpstra     | Team Milram        | 14     |

| Plaats     | Naam              | Ploeg              | Punten |
| ---------- | ----------------- | ------------------ | ------ |
| Witte trui | Vincenzo Nibali   | Liquigas           | 9      |
| 2          | Ezequiel Mosquera | Xacobeo-Galicia    | 11     |
| 3          | Joaquím Rodríguez | Katjoesja          | 12     |
|            |                   |                    |        |
| 11         | Philippe Gilbert  | Omega Pharma-Lotto | 67     |

| Plaats | Ploeg            | Tijd       |
| ------ | ---------------- | ---------- |
|        | Katjoesja        | 255u40'44" |
| 2      | Caisse d'Epargne | + 0'29"    |
| 3      | Xacobeo-Galicia  | + 12'13"   |

## Opgaves
- Filippo Pozzato (Katjoesja)

1e etappe ·
2e etappe ·
3e etappe ·
4e etappe ·
5e etappe ·
6e etappe ·
7e etappe ·
8e etappe ·
9e etappe ·
10e etappe ·
11e etappe ·
12e etappe ·
13e etappe ·
14e etappe ·
15e etappe ·
16e etappe ·
17e etappe ·
18e etappe ·
19e etappe ·
20e etappe ·
21e etappe
Startlijst · Eindstanden · Afbeeldingen